# Домб'є-Гурне
Домб'є-Гурне (пол. Dąbie Górne) — село в Польщі, у гміні Псари Бендзинського повіту Сілезького воєводства.